# 4月3日 (旧暦)
旧暦4月3日（きゅうれきしがつみっか）は旧暦4月の3日目である。六曜は赤口である。

## できごと
- 敏達天皇1年（ユリウス暦572年4月30日） - 欽明天皇の第二子・訳語田皇子が即位し第30代・敏達天皇に
- 推古天皇12年（ユリウス暦604年5月6日） - 聖徳太子が十七条憲法を制定
- 和銅6年（ユリウス暦713年5月1日） - 丹後・美作・大隅の3国を設置
- 天応元年（ユリウス暦781年4月30日） - 山部親王が即位し第50代・桓武天皇に
- 元永元年（ユリウス暦1118年4月25日） - 永久より元永に改元
- 天治元年（ユリウス暦1124年5月18日） - 崇徳天皇即位により、保安から天治に改元
- 天正10年（ユリウス暦1582年4月25日） - 織田信長が、武田の残党を匿っていた塩山恵林寺を焼打ち
- 天正18年（グレゴリオ暦1590年5月6日） - 豊臣秀吉の大軍が北条氏の籠る小田原城を囲む
- 明治元年（グレゴリオ暦1868年4月25日） - 福沢諭吉が、江戸鉄砲洲の英学塾を芝新銭座に移し慶應義塾と改称

## 誕生日
- 天保10年（グレゴリオ暦1839年5月15日） - 中原鄧州、禅僧（+ 1925年）
- 嘉永3年（グレゴリオ暦1850年5月14日） - 村山龍平、朝日新聞創業（+ 1933年）
- 安政3年（グレゴリオ暦1856年5月6日） - 鳩山和夫、衆議院議員・鳩山一郎の父（+ 1911年）

## 忌日
- 弘治3年（ユリウス暦1557年5月1日）- 大内義長、周防国の戦国武将
- 天正10年（ユリウス暦1582年4月25日） - 快川紹喜、臨済宗の僧
- 延宝元年（グレゴリオ暦1673年5月19日） - 隠元隆琦、明の禅僧・日本黄檗宗の開祖（* 1592年）